# براد سويت
براد سويت (بالإنجليزية: Brad Sweet)‏ هو سائق سباق أمريكي، ولد في 31 ديسمبر 1985 في غراس فالي في الولايات المتحدة.

## وصلات خارجية
- الموقع الرسمي
- براد سويت على موقع Racing-Reference.info (الإنجليزية)